# Monarcha pileatus
Monarcha pileatus é uma espécie de ave da família Monarchidae.
É endémica da Indonésia.
Os seus habitats naturais são: florestas subtropicais ou tropicais húmidas de baixa altitude.